# 陳水扁罷免案
2006年6月，民主進步黨籍政治人物陳水扁在擔任第十一任中華民國總統任內，由立法委員丁守中提案罷免，中國國民黨與親民黨黨籍立法委員參與連署。一般認為，陳水扁的親信與家人涉及諸多弊案是國親兩黨提議罷免的主因。
6月27日，經立法院表決後無法超過三分之二法定門檻，該「總統罷免案宣告」不予成立，因此不另舉行罷免總統的公民投票。

## 背景
2005年8月間，受陳水扁重用的陳哲男涉入高捷弊案，對於民主進步黨的支持度造成嚴重衝擊。
2006年4月間，有SOGO百貨的員工透過媒體名嘴陳鳳馨在中國電視公司晚間10:30播出的文茜小妹大節目中爆料，指稱吳淑珍曾多次使用SOGO禮券購物，國民黨立委李全教亦暗指吳淑珍所用禮券並非自行購買，而係接受爭奪該百貨經營權之一方所饋贈，引發社會對於第一家庭的負面觀感。
2006年5月11日，立法委員邱毅爆料陳水扁的女婿趙建銘透過內線交易並利用其家人作為人頭帳戶，購買台灣土地開發股份有限公司之股票，獲利逾億，台開案全面爆發，在民進黨黨內嚴詞指責要求下，趙建銘宣布退出民進黨，陳水扁為此向社會道歉，並稱將「深切檢討、虛心受教」。
2006年5月25日，趙建銘被台北地檢署從家中拘提到案，隨後被法院裁定收押禁見，泛藍陣營開始出現罷免、倒閣的聲浪，同日民進黨正義連線的立法委員郭正亮亦抨擊陳水扁「治國無能，治家無方」。
2006年5月26日，民進黨黨內重要公職、黨職人員蘇貞昌、呂秀蓮、游錫堃與謝長廷共同發布「給黨員的公開信」。另一方面，親民黨主席宋楚瑜呼籲陳水扁為台灣人民福祉為重，主動下台，否則會發動總統罷免案。當天晚上國民黨主席馬英九與宋楚瑜會面，共同呼籲陳水扁總統「知所進退」。
2006年5月29日，前民進黨立法委員沈富雄證實曾陪同陳由豪去過官邸，吳淑珍曾堅決否認見過陳由豪且並未接受政治獻金的說法引起社會各界輿論懷疑。

## 法律規定
國民黨與親民黨兩黨係循《總統副總統選舉罷免法》第70條－73條，提起罷免總統陳水扁之公民投票的「要求」。簡言之，也就是只要立法院以立法委員三分之二人數（148票）通過《總統罷免案》之成立宣告，行政院所轄中央選舉委員會即必須依法於六十天內舉行全國之總統罷免投票。而此不記名、秘密投票、平等之全國性罷免投票一旦舉行，其投票結果若再為「過半數人參與投票，且半數投票人投票同意罷免總統」者，則總統陳水扁必須被強制辭職離任，由副總統呂秀蓮接任。換句話說，立法院此之罷免總統投票，只實為罷免案成立前之宣告（《總統副總統選舉罷免法》，70條第1款。）。

## 罷免理由與答辯
經折衝後，總統罷免案之提議，將國民黨丁守中、羅世雄與親民黨呂學樟三位立法委員為提議發起人，而提議罷免依法提出主要理由約為：違背「遵守憲法」誓言之不適任、違背「盡忠職務」誓言之不適任及家人、親信涉及弊案等等，因主要內容共有十款，因此被媒體稱之為「十大罪狀」。
面對立法院之正式罷免提議書，依據法律規定，總統陳水扁並無實踐答辯之義務。因此僅另舉辦「向人民報告」記者會，與公開電視談話。演說於2006年6月20日晚間八點開始，歷時二小時，由媒體自行決定是否參加，不開放記者提問。
該演講中，他仍堅持本身無涉及任何弊案，並對「十大罪狀」一一反駁。不過，並沒有對弊案本身加以澄清。
國民黨主席馬英九於隔日晚間八時發表回應「找回台灣社會的公義與良心──回應陳總統6/20談話」。形式大略相同，但與前日不同的是，馬英九僅演講半個小時，另外一個半小時則由媒體提問。
- 罷免案理由
- 「向人民報告」全文 （總統府） （页面存档备份，存于） （維基文庫）（页面存档备份，存于）
- 「找回台灣社會的公義與良心──回應陳總統6/20談話」全文

## 過程
罷免案於6月1日由丁守中提出後，連署人員即達225名立法委員四分之一之57名「提議」門檻（《總統副總統選舉罷免法》，第70條）。因臨休會，立法院特定6月13日起加開臨時會審查總統罷免案。6月7日，國民黨黨主席馬英九表態支持立法院罷免案後，該案於6月13日正式交付立法院審查。經過十場立法院院外公聽會及四場院內審查會，但是總統和泛綠立委宣布政府各部會官員全部皆不予出席，只有審計部的審計長出席，最後只有泛藍立委在立法院獨自舉辦完公聽會和審查會，之後6月27日罷免宣告之提案交付立法院表決。經修法後，立法院的該次表決採記名方式行使。
期間，親民黨主席宋楚瑜為表達對選舉的關心，並抗議陳水扁漠視涉及弊案之家人，特地於6月20日至6月27日，前往立法院門口靜坐抗議。原住民立法委員高金素梅亦加入靜坐行列。
曾在2000年中華民國總統大選中表態支持陳水扁、希望台灣「向上提升」的諾貝爾獎得主李遠哲於罷免案前夕發表聲明，他認為發動罷免的政黨應深切體會罷免宣告設定高門檻的法律意義，但同時也指出陳水扁「止謗莫如自修」，並批評「民主進步黨執政以來，政績有限，弊案不少」，且「該黨未能堅持理想，未能謙卑執政」，令他「感到痛心」。

## 結果

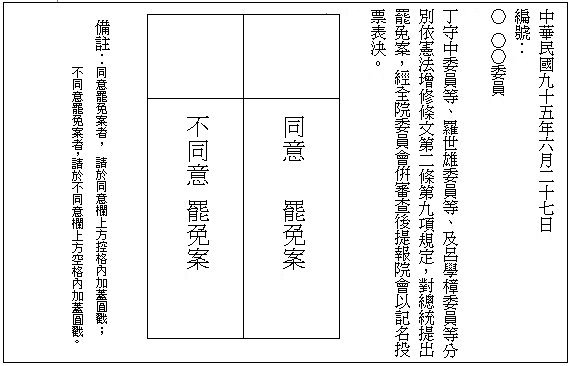
立法院之總統罷免案的選票格式

6月27日，立法院總統罷免案宣告之投票人數為133席、88席缺席（總共221席）。開票唱名下，89名國民黨（含主持會議之院長王金平）、23名親民黨及6名無黨團結聯盟（發言人高金素梅等）、1名無黨籍（李敖）等共119票贊成罷免提案。另外，參與投票者尚有14張空白廢票（12位台灣團結聯盟，2位無黨籍）。另外，不參與投票，除2名無黨聯盟出國、加上民進黨中央開會決定，由黨主席游錫堃宣佈黨籍立委86名不進立法院場內投票，共計88名缺席。
因為投票結果無法通過同意罷免三分之二門檻之148票，因此立法院院長王金平在院中公告該罷免案宣告不成立。該罷免案之罷免投票不予舉行。

## 各方反應
在藍營方面，國民黨主席馬英九表示「6月27日，為民主恥辱的一天」，並表示該表決結果剝奪2300萬人民公投總統去留的權利。另外，親民黨主席宋楚瑜則表示繼續推動「倒閣、改選、再罷免」的「不流血革命」，而他更指陳水扁政府為「貪腐集團」。
至於被罷免人陳水扁總統，則對「因為個人及家人的事情，引起這麼大的風波，並付出這麼多的社會成本，表達由衷的歉意。」，不過他並未在聲明中提及趙建銘等相關弊案。而放棄投票權之綠營立委紛紛提出自省、回歸民生的說法。
在台灣一般民眾方面，雖藍綠立場鮮明，但多理性看待此項表決，除了立法院外上千人溫和抗議群眾外，作息一切正常。除此，外國媒體如美國CNN也在該投票前就先訪問了台灣政論家楊念祖討論台灣國會罷免案的難度，並從投票過程到結束以最新消息方式呈現給全球觀眾。 
亞洲媒體方面，包括新加坡、香港、日本和南韓的電視台也持續關注，對於罷免緣由均有詳細解析，日本NHK將罷免案與陳總統女婿涉入醜聞聯結在一起，報導指稱台灣的陳水扁總統女婿因為涉及醜聞而遭反彈，由國民黨等在野黨所主導的罷免案並未通過表決。

## 影響
立法院之罷免案若宣告成立，且經由選委會擇日（宣告成立六十日內）宣佈投票日及準備妥當各項選務後，總統罷免投票即可舉行。該罷免投票經中華民國自由地區選舉人（約16,600,000人）總額過半數之投票（至少8,300,000），有效票過半數同意（至少4,150,000）罷免時，即為通過。但是，因為該罷免案不成立，因此上述之罷免投票將不予舉行。
除此，為顧及政治安定，罷免投票有其時間與次數限制：在立法院成案通過後，經公民複決不通過，則在當事人任期之內無法再行提案罷免。而立法院罷免總統提案間隔時間，亦有明文規定。為因應目前立法院內同意罷免委員不滿三分之二多數的現實，在野的親民黨擬與倒閣、立委改選相結合，並推出再罷免；但此建議未被國民黨主席及國民黨多數立委認同。

## 中華民國史上的罷免案
此次罷免案是中華民國有史以來第二次總統罷免案，但並非首次使用《總統副總統選舉罷免法》的罷免案。
中華民國憲政史上首次罷免案，是在1954年中華民國總統選舉前由國民大會所提出的，被罷免人是當時的原副總統李宗仁。最後罷免成立。
2000年10月，國民黨立委丁守中也曾經對總統陳水扁提出罷免案，但是最後僅有144名立委連署、並未成案。